# Sela Ward
Sela Ann Ward (Meridian (Mississippi), 11 juli 1956) is een Amerikaanse actrice. Ze won voor haar rol in de televisieserie Once and Again zowel een Golden Globe (2001) als een Emmy Award (2000), nadat ze eerder een Emmy won voor Sisters (1994).

## Jonge jaren
Ward is de oudste van vier kinderen. Haar ouders zijn elektricien en aannemer Granberry Holland Ward en Annie Kate Ward, die in 2002 overleed aan eierstokkanker. Ward heeft één zus (Jenna, 1957) en twee broers (Berry, 1959 en Brock, 1961). Sela is een Hebreeuwse naam uit de Bijbel die vaak vertaald wordt als amen of loof de Heer. Er bestaat geen letterlijke vertaling van.
Ward studeerde kunst en reclame in Tuscaloosa op de University of Alabama. Tijdens haar studieperiode was ze een van de Crimson Tide cheerleaders en werd ze verkozen tot homecoming queen, verder was ze lid van het Chi Omega studentencorps. Hier ontmoette ze footballster Bob Baumhower, die later bij de Miami Dolphins zou spelen, en kreeg een relatie met hem.
Nadat ze in 1977 haar opleiding afrondde, verhuisde ze naar New York om daar voor een reclamebureau storyboards te ontwerpen. Naar aanleiding van een vriend die vond dat ze knap - en met haar 1,71m ook lang - genoeg was om te proberen om als model aan de slag te kunnen, sloot ze zich aan bij het Wilhelmina-modellenbureau. Haar eerste opdracht was voor Pepsi en haar eerste commercial voor Maybelline. Na in zo'n twintig nationale reclamespots te zijn verschenen, verhuisde Ward naar Los Angeles om te kijken of ze door kon breken op het witte doek. Haar eerste rol was in de televisieserie Emerald Point N.A.S. uit 1983 waarin ze een aantal afleveringen Hilary Adams speelde. Hier ontmoette ze tegenspeler Richard Dean Anderson met wie ze drie jaar een relatie had. Ze brak door op het witte doek toen ze naast Burt Reynolds en Julie Andrews speelde in The Man Who Loved Women uit 1983.

## Carrière
Met de rol van Janet Wainwright in de film The Man Who Loved Women had ze zich definitief gevestigd als actrice. Hierna volgde rollen in onder andere Rustlers' Rhapsody (1985), Nothing in Common (1986) en de hoofdrol in Steele Justice (1987). Daarnaast speelde ze in verscheidene televisiefilms waaronder Rainbow Drive uit 1990 met Peter Weller als tegenspeler. Ze kregen een relatie en waren verloofd, maar op 13 maart 1992 trouwde ze met de durfkapitalist Howard Sherman.
Ward speelde vanaf 1991 de Bohemiense alcoholiste Teddy Reed in de dramaserie Sisters. Hiervoor kreeg ze in 1992 en 1994 een Golden Globe nominatie voor beste vrouwelijke hoofdrol in een dramaserie, won ze in 1994 de Emmy Award in de categorie beste vrouwelijke hoofdrol in een dramaserie en werd ze in 1996 genomineerd voor een Screen Actors Guild Award in de categorie beste vrouwelijke rol in een dramaserie.
Op 13 mei 1994 kreeg ze met Sherman een zoon, Austin Ward.
In 1995 speelde Ward de op 23 oktober 1993 verongelukte journaliste Jessica Savitch in de televisiefilm Almost Golden: The Jessica Savitch Story. Hiervoor werd ze genomineerd voor een Emmy (categorie beste vrouwelijke hoofdrol in een miniserie of special), Screen Actors Guild Award (Beste actrice in een televisiefilm of miniserie) en won ze een CableACE award in de categorie beste actrice in een film of miniserie.
Op 30 mei 1998 kregen Ward en Sherman een dochter, genaamd Annabella Raye.
Dat ze een prijs gewonnen had, betekende niet dat de rollen voor Ward voor het grijpen lagen. In de op jongeren gerichte film- en televisiewereld werd ze inmiddels te oud bevonden en ze werd afgewezen voor de rol van Bond-girl in de film Tomorrow Never Dies met de mededeling "we willen Sela Ward, maar dan Ward van tien jaar geleden. Hierover zei ze: Ik heb me nooit sexier en zelfverzekerder gevoeld als vrouw, en beter klaar als actrice. Maar, zoals ik al snel ontdekte, als je de 35 gepasseerd bent, ben je niks meer van deze dingen, wat Hollywood betreft.
Als antwoord hierop bedacht en produceerde Ward de documentaire The Changing Face of Beauty, over de Amerikaanse obsessie voor jeugd en het effect daarvan op vrouwen.
Van 1999 tot 2002 vertolkte ze de rol van Lily Brooks Manning in de serie Once and Again. Hiervoor werd ze verscheidene keren genomineerd voor verschillende prijzen, die ze deels ook won. In 2004 speelde ze in de bioscoopfilms Dirty Dancing: Havana Nights en The Day After Tomorrow. In 2005 had ze een terugkerende rol (9 afleveringen) in de hitserie House als Stacy Warner, de voormalig ziekenhuisjuriste en ex van dr. Gregory House (Hugh Laurie).
Nadat ze in 1999 adoptie heeft overwogen, besloot Ward dat er een bredere behoefte bestaat voor misbruikte en verwaarloosde kinderen. Daarom gaf ze het initiatief en financierde ze ook deels een noodopvang voor kinderen die in afwachting zijn van een plek in een pleeggezin. In januari 2002 werd in haar geboorteplaats Meridian Hope Place geopend, gevestigd op het terrein van een voormalig weeshuis van de vrijmetselarij. Dit moet het begin zijn van een landelijk netwerk van dit soort opvanghuizen. In 2005 heeft Hope Place voor meer dan 140 kinderen voor onderdak, onderwijs en bemiddeling verzorgd.
In 2002 publiceerde Ward haar autobiografie Homesick: A Memoir.
In 2002 werd haar de rol van Megan Donner aangeboden in de serie CSI: Miami. Ze weigerde en de rol ging naar Kim Delaney. In 2003 werd haar herhaaldelijk de rol van Susan Mayer in de dramaserie Desperate Housewives aangeboden, maar ook deze weigerde ze waarop de rol naar Teri Hatcher is gegaan. Als reden gaf Ward op dat ze geen hoofdrol wilde in series met afleveringen van een uur omdat ze dan te weinig tijd met haar gezin zou kunnen doorbrengen. Ze bedacht en produceerde een pilot voor een comedyserie, waarin zij ook de hoofdrol zou vertolken, voor het seizoen 2006 voor CBS, maar de zender selecteerde de serie niet.
Later veranderde ze van mening en begon de rol van Jo Danville in CSI: NY te spelen.

## Filmografie
Films
(exclusief televisiefilms)
- 1983: The Man Who Loved Women als Janet Wainwright
- 1985: Rustlers' Rhapsody als Cononel's dochter
- 1986: Nothing in Common als Cheryl Ann Wayne
- 1987: Steele Justice als Tracy
- 1987: Hello Again als Kim Lacey
- 1993: The Fugitive als Helen Kimble
- 1996: My Fellow Americans als Kaye Griffin
- 1998: Studio 54 (ofwel korte titel: 54) als Billy Auster
- 1999: Runaway Bride als knappe dame in bar
- 2002: The Badge als Carla Hardwick
- 2004: Dirty Dancing: Havana Nights als Jeannie Miller
- 2004: The Day After Tomorrow als Dr. Lucy Hall
- 2006: The Guardian als Helen Randall
- 2009: The Stepfather als Susan Harding
- 2014: Gone Girl als Sharon Schieber
- 2016: Independence Day: Resurgence als President Elizabeth Lanford

Televisieseries
(exclusief gastrollen)
- 1983-1984: Emerald Point N.A.S. als Hilary Adams (22 afl.)
- 1991-1996: Sisters als Teddy Reed (127 afl.)
- 1999-2002: Once and Again als Lily Manning (63 afl.)
- 2005-2012: House als Stacy Warner (10 afl.)
- 2010-2013: CSI: NY als Jo Danville (57 afl.)

## Nominaties & Prijzen
| CableACE Awards | CableACE Awards                              | CableACE Awards                  |
| --------------- | -------------------------------------------- | -------------------------------- |
| Jaar            | Titel                                        | Categorie                        |
| 1996            | Almost Gold: The Jessica Savitsch Story (tv) | Actrice in een film of miniserie |

| Emmy Awards | Emmy Awards                                 | Emmy Awards                                            |
| ----------- | ------------------------------------------- | ------------------------------------------------------ |
| Jaar        | Titel                                       | Categorie                                              |
| 1994        | Sisters                                     | Beste vrouwelijke hoofdrol in een dramaserie           |
| 1996        | Almost Gold: The Jessica Savitch Story (tv) | Beste vrouwelijke hoofdrol in een miniserie of special |
| 2000        | Once and Again                              | Beste vrouwelijke hoofdrol in een dramaserie           |
| 2001        | Once and Again                              | Beste vrouwelijke hoofdrol in een dramaserie           |

| Golden Globes | Golden Globes  | Golden Globes                               |
| ------------- | -------------- | ------------------------------------------- |
| Jaar          | Titel          | Categorie                                   |
| 1994          | Sisters        | Beste actrice in een televisieserie - drama |
| 2000          | Once and Again | Beste actrice in een televisieserie - drama |
| 2001          | Once and Again | Beste actrice in een televisieserie - drama |
| 2002          | Once and Again | Beste actrice in een televisieserie - drama |